# Bronca
Bronce (tal. bronzo; brindizijski: brundium [bakar]) su općenito sve bakrene slitine koje sadržavaju više od 60% bakra uz dodatak jednoga (najčešće kositar) ili više legiranih elemenata (fosfor, silicij, aluminij ili cink), među kojima cink nije glavni sastojak (glavni legirni dodatak). Svojstva mnogobrojnih vrsta bronce, njihova primjena i ime ovise o vrsti i udjelu dodanih sastojaka.

Svojstvena im je velika čvrstoća i tvrdoća (tvrđe su od bakra), kao i otpornost na koroziju.

Lakše se tale i dobro se lijevaju, pa se rabe za izradu različitih ventila, zupčanika, novca, ukrasnih predmeta, skulptura, dijelova brodskih paluba i propelera, itd...

## Povijest i vrste

### Skulpture
Umjetnički spomenici od bronce javljaju se od 3. tisućljeća prije Krista, a najpoznatiji takav spomenik je Orijent (glava iz Akada, oko 2300. g. pr. Kr.). Zahvaljujući bronci cijelo jedno povijesno razdoblje od 2. tisućljeća pr. Kr. nazvano je „brončano doba", u velikoj uporabi prvenstveno u Kini.

### Vrste bronce
Značajne su bronce za valjanje (sadrže 6-9% Sn) i lijevanje (4-10% Sn). Nekada su se koristile za lijevanje topovskih cijevi, a danas uglavnom za ležajeve, dijelove crpki, armaturu parnih kotlova i sl. U principu ih se po bakru dodanom metalu može podijeliti na jednostavne (samo jedan dodani metal) i složene (dodano više metala).
- Kositrena bronca (ili „prava bronca“ – jer se obično razumijeva pod općim nazivom „bronca“) najstarija je bakrena slitina, a u pravilu sadržava 80% bakra ili više, te do 22% kositra, uz neznatne i male dodatke drugih kovina. Otporna je na koroziju, tvrđa je od bakra i ima malen koeficijent trenja, dobro provodi električnu struju, te ima zvonak zvučni zid na udarac.

Često je viđana i u ovom omjeru: 90,0% Cu, 6% Sn, 4,0% Zn.
Kositrena bronca se zagrije na 1200°C kada je pogodna za lijevnje u glinene kalupe i tako se primjerice izrađuju zvona za crkve, ležajevi i sl. :Boje tonova zvona ovise o %-tku kositra u zvonima i obliku.
Pogodna je za kovanje, prešanje i valjanje (npr. opruge i membrane).
Za kovani novac i medalje uzima se bronca koja sadrži 2 do 6% kositra i 1% cinka.
- Bakrova slitina/bronca pod nazivom „novo srebro“ (poznata je još pod trgovačkim nazivom „Alpaka“, bijeli bakar, argentan, itd.) dobiva se kada se poznati sastav izrade mjedi, dio cinka zamijeni niklom (55-60% bakra, 20-40% nikla, 20% cinka i 5 % kositra). Bijele je boje i lijepog sjaja nalik srebru, ali znatno veće čvrstoće. Među najstarijim je metalnim materijalima čovječanstva.

Antikorozivno je i lako se obraduje deformacijom, te konstantno, kojemu se otpor gotovo ne mijenja s temperaturom (tj. ima vrlo mali temperaturni koeficijent otpora) pa se koristi za izradu reostata i u mjernoj tehnici, kovanica, jeftinoga nakita (bižuterije), kirurških instrumenata, jedaćeg pribora, i dr.
- Fosforna bronca sadržava 92,5% bakra, 7% kositra i 0,1 do 0,5% fosfora, koji sprečava stvaranje oksida pri lijevanju.

Dobiva se dodatkom fosfora kositrenoj bronci, čime se povećava tvrdoća i čvrstoća i snizuje talište, ali se smanjuje žilavost i rastegljivost.
Pogodne su za hladno valjanje i razvlačenje. Otporne su na korozivno djelovanje morske vode, pa se upotrebljavaju u pomorskoj strojogradnji, za izradu raznih ventila i sl. Služi za izradbu dugotrajnih strojnih dijelova.
Dodatkom 1-2% silicija fosfornoj bronci, bitno se povećava čvrstoća, tvrdoća i otpornost, pa se rabe za izradbu zračnih i električnih vodova.
- Silicijska bronca se sadrži do 4,5% silicija, a često joj se dodaju kositar, nikal, cink, mangan i željezo. Dobro se lijeva i oblikuje.
- Olovna bronca sadržava do 35% olova koji povećava obradivost i otpornost prema koroziji i smanjuje otpor prema klizanju. Upotrebljava se najčešće za blazinice ležajeva.

Dvokomponentnoj bronci s više od 15% olova dodaju se sastojci za povećanje čvrstoće, posebice kositar i nikal.
- Aluminijska bronca sadržava 5 do 12% aluminija uz dodatak kositra, željeza, mangana, nikla i silicija.

Već prema udjelu aluminija i drugih komponenata, može biti pogodna za lijevanje i za oblikovanje deformacijom.
Ovisno o sastavu može biti pogodna za lijevanje i oblikovanje deformacijom. Ima visoku čvrstoću i tvrdoću i lijepu zlatnu boju. Odlikuje se otpornošću prema atmosferskoj i kemijskoj koroziji, pa služi za izradbu armatura i strojnih dijelova (zupčanika, ventila, limova, cijevi i šipki prikladnih za upotrebu u kemijskoj industriji i strojogradnji.
Također poznata je i za izradu bižuterije, nakita i kovanog novca.
- Niklena bronca velike čvrstoće sadržava 8 do 16% nikla i 1,5 do 3% aluminija. Zbog velike čvrstoće, to je izrazita bronca za oblikovanje kovanjem.
- Manganska bronca svijetle je boje, čvrsta i tvrda, a ako se uz bakar i mangan sadrži aluminij ili kositar, izrazito je feromagnetična. Manganska bronca važna je i za elektrotehniku (rezinin, manganin).
- Strojarska bronca (ili tzv. „crveni lijev“) sadržava do 82% bakra, kositar i do 7% cinka. Upotrebljava se u strojarstvu za izradbu strojnih dijelova (ležajevi, zupčanici).

Nestehiometrijski volframni spoj; MxWO3, gdje je x <1, M najčešće alkalijski metal, a oksidacijski stupanj +5 do +6, naziva se volframna bronca – iako ne sadržava bakra. Vodič je električne struje.
Broncama se nazivaju i metalni pigmenti koji sadrže sitne listiće metalnog bakra ili njegovih slitina (crvena bronca, zlatna bronca), a upotrebljavaju se za ukrašavanje, naliče, tisak i sl.

### Tablica brončanih slitina
| Naziv slitine               | Komponente dodane bakru                                                           | Svojstva                                                         | Primjena |
| --------------------------- | --------------------------------------------------------------------------------- | ---------------------------------------------------------------- | --- |
| Ljevačka bronca             | do 22 % kositra, većinom 10 – 12 %m gustoća oko 8,8024 kg/dm³                     | elastična, žilava, otporna na koroziju                           | pretežno za lijev, do 6 % Sn za hladnu preradu u lim i za izradu medalja i novca, za izvlačenje žice do 10 % Sn, za zvona (oko 20–24 % Sn), kroz povijest se koristila i za topove, glazbene instrumente te lijev skulptura |
| Aluminijska bronca          | 5 – 10 % aluminija                                                                | otporna na morsku vodu, elastična, slabo magnetična, zlatne boje | Lim za opruge, brodske propelere, kemijsku industriju |
| Olovna bronca               | do 26 % olova                                                                     | otporna na koroziju                                              | metal za ležajeve, za lijev |
| Manganska bronca            | do 12 % mangana                                                                   | otporna na koroziju, dobro podnosi zagrijavanje                  | električni otpornici |
| Silicijska bronca           | do 1 – 2 % silicija                                                               | otporna na habanje, visoke vodljivosti                           | klizni kontakti, kemijska industrija |
| Berilijeva bronca           | do 2 % berilija                                                                   | čvrsta, elastična, otrovna                                       | opruge, satovi, alati koji ne iskre |
| Fosforna bronca             | 7 % kositra, 0,5 % fosfora                                                        | gusta i čvrsta                                                   | žilavi dijelovi strojeva, ležajevi, žice za gitaru |
| Bronca za električne vodiče | magnezij, kadmij, cink (ukupno 3 %)                                               | električne vodljivosti poput bakra, no veće vlačne čvrstoće      | |
| Crveni lijev                | kositar, cink, olovo (ukupno 10 – 20 %)                                           | otporan na koroziju, dobro se lijeva                             | ležajevi armature, umjetnine |
| Crna korintska bronca       | 1 – 3 % zlata, 1 – 3 % srebra, obično i mali postotak arsena, kositra ili željeza | patinira se u lijepu crnu boju                                   | antički materijal za izradu luksuznih artikala i spomenika |

## Vanjske poveznice
- Copper Alloys  Arhivirana inačica izvorne stranice od 11. rujna 2013. (Wayback Machine)
- DKI Bronze